# Liste der Mitglieder der National Academy of Sciences/2005
Im Jahr 2005 wählte die National Academy of Sciences der Vereinigten Staaten 90 Personen zu ihren Mitgliedern.

## Neugewählte Mitglieder
- C. David Allis (1951–2023)
- Richard A. Andersen
- David H. Baker (1939–2009)
- David Baulcombe
- S. Jocelyn Bell Burnell
- Charles L. Bennett
- Joan Wennstrom Bennett
- Christophe Benoist
- Carolyn R. Bertozzi
- Roger D. Blandford
- James H. Brown
- Axel T. Brunger
- Claudio W. Bunster
- Ding-Shinn Chen
- Shu Chien
- Malcolm H. Chisholm (1945–2015)
- William A. V. Clark (* 1938)
- J. Michael D. Coey
- Linda S. Cordell (1943–2013)
- Daniel J. Cosgrove
- Gary Cox
- Gretchen C. Daily
- Robert E. Davis (1939–2019)
- Peter N. Devreotes
- Avinash K. Dixit
- Michael J. Donoghue
- James P. Eisenstein
- Robert F. Engle
- Anthony G. Evans (1942–2009)
- David T. Gibson (1938–2014)
- Lev P. Gor'kov (1929–2016)
- Iva S. Greenwald
- Daniel L. Hartl
- Steven C. Hebert (1946–2008)
- Steven Henikoff
- Brigid L. M. Hogan
- Susan Band Horwitz
- Wayne L. Hubbell
- Alec Jeffreys
- David C. Jewitt
- Deborah S. Jin (1968–2016)
- Iain M. Johnstone
- Calestous Juma (1953–2017)
- Nancy G. Kanwisher
- Michael Karin
- Robert O. Keohane
- Mary-Claire King
- Sergiu Klainerman
- Janos Kollar
- Masatoshi Koshiba (1926–2020)
- Butler W. Lampson
- Ruth Lehmann
- Pedro León Azofeifa
- Steven G. Louie
- Andrew R. Marks
- Raghunath A. Mashelkar
- Marcia McNutt
- Douglas L. Medin
- Craig Mello
- Stanley Osher
- Mehmet Ozdogan
- David C. Page
- Dolores R. Piperno
- Joseph G. Polchinski (1954–2018)
- Alexander Polyakov
- Tom A. Rapoport
- Rino Rappuoli
- Charles M. Rice, III
- Gene E. Robinson
- Barbara A. Romanowicz
- Ranulfo Romo
- Aziz Sancar
- Wallace L. W. Sargent (1935–2012)
- George C. Schatz
- Hans Joachim Schellnhuber
- Gertrud M. Schupbach
- Christine E. Seidman
- Adi Shamir
- Thomas J. Silhavy
- Edward I. Solomon
- Karen B. Strier
- Harvey D. Tananbaum
- Paul Tapponnier
- Marc T. Tessier-Lavigne
- Craig B. Thompson
- Lonnie G. Thompson
- Chikashi Toyoshima
- Joan Selverstone Valentine
- Ellen D. Williams
- Margaret H. Wright